# Akihito Tsukushi
Akihito Tsukushi (sinh ngày 5 tháng 5 năm 1979) là một hoạ sĩ minh hoạ, hoạ sĩ manga, tác giả manga người Nhật Bản. Ông còn có tên gọi khác là Tokusa Chiku, là một họa sĩ và nhà văn.

## Tổng quan
Ông Sinh ra ở quận Kanagawa. Tốt nghiệp trường trung học Tachibana Gakuen và khoa minh họa đại học thiết kế Tokyo. Sau khi làm việc tại công ty game Konami vào năm 2000, ông trở thành họa sĩ minh họa tự do vào năm 2010. Trong thời gian ông làm tại Konami, ông chủ yếu làm về thiết kế chuyển động và thiết kế giao diện, trong trò chơi cho hệ máy Wii " Elebits " ra mắt năm 2006 và trò chơi cho hệ máy Nintendo DS ra mắt năm 2008 " Elevitz Kai và Hành trình bí ẩn của Zero " ở bộ phận phụ trách thiết kế nhân vật, và ông cũng tham gia vào anime " Otogi Muskete Akazukin " với tư cách là một người phát thảo nhân vật.
Sau khi rời Konami, ông bắt đầu vẽ truyện tranh một cách nghiêm túc, và bộ truyện "From Starstrings" được xuất bản vào năm 2011 đã trở thành tác phẩm truyện tranh hoàn thành đầu tiên của ông. Vào năm 2012, ông bắt đầu xuất bản bộ truyện tranh " Made in Abyss " trên trang web của Takeshobo " WEB Comic Gamma ". Bộ phim đã được dựng thành phim hoạt hình trên TV vào tháng 7 năm 2017.
Theo như ông thì Norman Rockwell là một người mà ổng rất tôn trọng.

## Công việc

### Trò chơi
- Sau cơn mưa, thời tiết xa xăm (Apple One)
- Mang theo 100 sự can đảm (Apple One)

### Phim hoạt hình
- Made in Abyss (WEB Comic Gamma)

### Anime
- Fairy Musketeers (Bản nháp nhân vật), trong phiên bản OVA, tên là Tokusa ichishi
- Mayoiga (Thiết kế nhân vật Nanaki)

### Trò chơi
- Elebits (Tthiết kế nhân vật)
- OZ- (Thiết kế quái vật, chuyển động nhân vật) 
  - Shigeya Suzuki
- Genso Suikoden III
- Love Plus (sản xuất)

## Mục liên quan
- Hayao Miyazaki
- Made in Abyss
- Website chính thức
- つくしあきひと trên Twitter